# Brachygaster murrayorum
Brachygaster murrayorum är en stekelart som beskrevs av Stephen Elliott 2005. Brachygaster murrayorum ingår i släktet Brachygaster och familjen hungersteklar. Inga underarter finns listade.